# Hörby
Hörby ist ein Ort (schwedisch tätort) in Schweden und liegt in der Provinz Skåne län (historische Provinz Schonen). Der Ort ist Hauptort der Gemeinde Hörby.

## Geschichte
Ursprünglich war Hörby ein Kirchendorf. Der Ort war von Bedeutung, die seit den 1840er-Jahren kontinuierlich zunahm. 1900 wurde Hörby eine Minderstadt (schwedisch köping).

## Verkehr
1882 wurde Hörby durch die Eröffnung der Bahnstrecke Höör–Hörby Järnväg mit dem schwedischen Schienennetz verbunden. Die Bahnstrecke wurde 1929 stillgelegt.

## Besonderes
In der Nähe von Hörby befindet sich der Sender Hörby.

## Persönlichkeiten
- Bo Persson (* 1948), Tischtennisspieler, Welt- und Europameister
- Sara Holmgren (* 1979), Handballspielerin
- Philip Henningsson (* 1995), Handballspieler
- Olivia Löfqvist (* 1997), Handballspielerin